# Phthorima picta
Phthorima picta là một loài tò vò trong họ Ichneumonidae.